# Голос Ромні
Об'єднання ромських жінок «Голос Ромні» — українська громадська організація, заснована у 2020 році Анжелікою Бєловою. Займається ромським фемінізмом, зокрема підтримкою ромських жінок та їхніх родин, надаючи гуманітарну допомогу, освітні можливості, психологічні консультації та юридичний захист. «Голос Ромні» є членом Альянсу з гендерно-відповідального відновлення України, а також є членом мережі Європейського інституту мистецтва та культури ромів (ERIAC).

## Історія
Громадську організацію засновано у 2020 році Анжелікою Бєловою, українською громадською активісткою ромського походження, представницею Українського Жіночого Конгресу.
«Голос Ромні» займається ромським фемінізмом, організація сприяє зміцненню спроможності жінок, підкреслюючи їхню активну роль у прийнятті рішень, економіці та інших важливих суспільних процесах України. Організація діє в 6 областях України (у Київській, Одеській, Закарпатській, а також у трьох прифронтових — Запорізькій, Харківській і Дніпропетровській).
Серед напрямів підтримки ромських жінок та їхніх родин: надання гуманітарної допомоги, освітні можливості, психологічні консультації, юридичний захист, підсилення економічної спроможності, зміцнення ромських громад через програми соціального включення, розвиток лідерських навичок та захист їхніх прав. Діяльність організації зосереджена на підтримці ромських громад, зокрема у сфері протидії та запобігання гендерно зумовленому насильству (ГЗН). Організація стала першою в Україні, яка системно працює з цією тематикою у ромському середовищі, сприяючи соціальній інтеграції, розширенню прав і можливостей ромських жінок та розвитку їхньої ролі у громадському житті.
У 2022 році після початку повномасштабного російського вторгнення в Україну «Голос Ромні» надає гуманітарну допомогу ромам і ромкам у південно-східній Україні (Запорізька, Дніпропетровська, Харківська області) та західних регіонах (Закарпатська область). З початку повномасштабної війни у «Голосі Ромні» забезпечили підтримку для понад 105 000 представників і представниць ромської спільноти та інших вразливих груп. Наразі організація має 4 регіональні офіси: у Запоріжжі, Харкові, Кривому Розі та Ужгороді, у планах — відкриття представництва у Києві.
За підтримки ГО «Голос Ромні» у 2025 році в Києві пройшов перший «Національний форум з реалізації Ромської Стратегії. Цінуючи різноманіття». Серед учасників та учасниць форуму — посли та дипломати, представники (-ці) влади, ромські активісти та активістки, представники та представниці громадських та благодійних організацій. Відкрила форум віцеспікерка ВРУ Олена Кондратюк. За результатами обговорень у перший день Форуму та плідних напрацювань робочих груп у другий день створено спільну резолюцію, яка містить рекомендації для влади, міжнародних партнерів та організацій громадянського суспільства щодо підвищення ефективності реалізації Ромської Стратегії та забезпечення її відповідності викликам воєнного періоду і перспективам повоєнної відбудови України. Створено національну координаційну платформу з регіональними групами на місцях, передбачені загальнонаціональна координація діяльності робочих груп і щорічні національні зустрічі.

## Структура

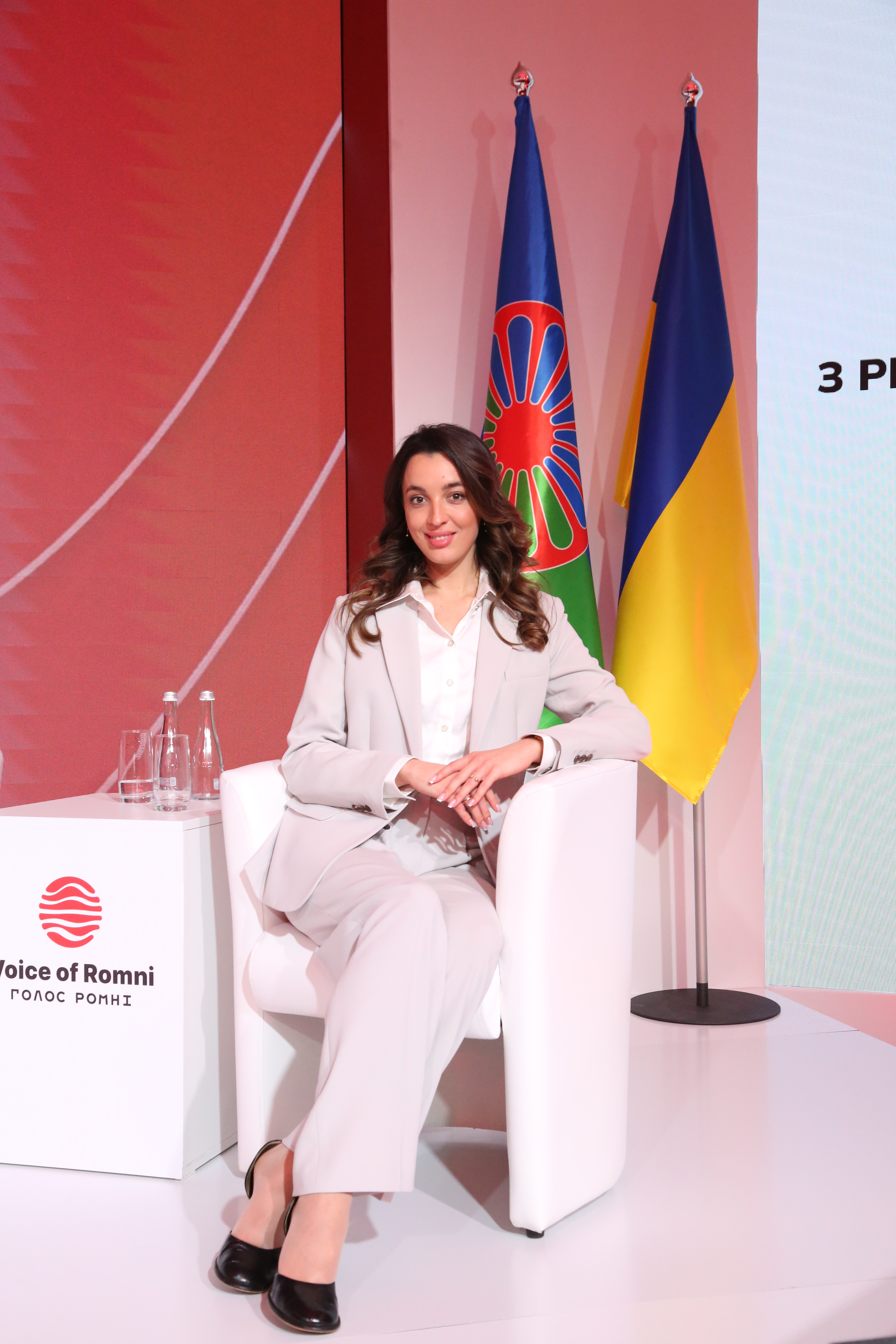
Анжеліка Бєлова, засновниця ГО «Голос Ромні»

### Дитячий простір «Голосу Ромні»
У «Голосі Ромні» за підтримки німецьких партнерів працює дитячий простір. У ньому реалізуються освітні проєкти для дітей від 3 років і підлітків. Найменші відвідують розвивальні заняття, старші можуть навчатися і готуватися до НМТ, проходити курси профільних предметів, а також отримати консультацію логопеда і психолога, щоб подолати стресові ситуації, наслідки травматичного досвіду війни та покращити мовленнєві навички.
Для дітей функціонують заняття з української та англійської мов, математики, історії, ІТ-програмування та з інших профільних предметів; підготовчі курси до національного мультипредметного тесту (НМТ); консультації логопедині та психологині (довгострокова терапія); заняття з розвитку, які спрямовані на соціальну адаптацію.
«Голос Ромні» навчає дітей із ромських родин та сімей ВПО, дітей з інвалідністю, а також із малозабезпечених і багатодітних сімей. Організація також проводить літні табори для жінок і дітей ромської спільноти. Програма таборів включає різноманітні активності, зокрема:
- психологічні консультації;
- арттерапевтичні заняття, мандалотерапію, техніки релаксації;
- творчі майстер-класи;
- фізичні активності, включно з аквааеробікою, руханками та СПА-процедурами;
- прогулянки в горах та вечірні кіносеанси.

### Молодіжний простір
ГО «Голос Ромні» розвиває молодіжний простір, спрямований на залучення ромської молоді до громадської діяльності та прийняття рішень на місцевому й національному рівнях. Молодіжна програма організації включає:
- навчання основам прав людини та громадської активності;
- розвиток лідерських навичок;
- волонтерську діяльність;
- участь у роботі молодіжних рад;
- вивчення грантового проєктування та практику з публічних виступів.

Завдяки цим заходам молодь отримує можливості для самореалізації, набуття практичних навичок і впливу на суспільні процеси у своїх громадах.

### Освіта та економічна підтримка
ГО «Голос Ромні» також реалізує програми з професійного навчання та економічного підсилення ромських жінок, зокрема:
- професійні курси, включаючи програми для жінок, які постраждали від гендерно зумовленого насильства;
- курси української мови для ведення бізнесу;
- курси із соціального медіа-маркетингу (SMM);
- бізнес-тренінги та кар'єрні консультації;
- надання бізнес-грантів для започаткування власної справи.

Однією з цілей діяльності організації є інтеграція ромських жінок у загальноукраїнський феміністичний рух, створення для них платформ видимості, взаємодії та участі у формуванні феміністичного порядку денного в Україні.

### Юридичні консультації
У «Голосі Ромні» ромські жінки отримують безоплатні юридичні консультації, щоб допомогти в відстоюванні прав.
«Голос Ромні» надає юридичний супровід у справах щодо гендерного насильства; правову підтримку при розлученнях; допомогу у відновленні документів для жінок та їхніх дітей; допомогу в записі дітей до дитячого садка чи школи; консультації щодо відкриття або розвитку власного бізнесу (включаючи купівлю франшизи); подання податкової звітності та інші юридичні консультації.

### Психологічна підтримка для жінок
«Голос Ромні» створює умови для відновлення ментального здоров'я жінок, які опинилися у складних життєвих обставинах. У громадській організації працює програма психологічної підтримки, до якої входять індивідуальні консультації, що допомагають жінкам стабілізувати емоційний стан, подолати стрес. Станом на грудень 2024 року близько 220 людей одержали психологічні консультації в Закарпатській, Запорізькій та Дніпропетровській областях.
Психологічні консультації доступні як офлайн, у просторах офісу «Голосу Ромні», так і онлайн.

## Гендерні дослідження
ГО «Голос Ромні» провела унікальне не тільки для України, а й Європи дослідження гендерних практик та досвіду насильства проти жінок у ромській громаді «Ідентичність, гендерні аспекти та традиції», яке свідчить про необхідність системного підходу в запобіганні насильству та підтримці постраждалих. Також було проведено комплексне дослідження «Становище ромських громад під час війни в Україні», де виокремлено рекомендації, виконання яких вимагає скоординованих зусиль держструктур, громадських організацій та міжнародних партнерів.

## Адвокація
ГО «Голос Ромні» була представлена на таких міжнародних заходах, як Форум ООН з питань національних меншин, Засідання Ради Європи «Діалог з ромським громадянським суспільством», Український Жіночий Конгрес, Ісландський Жіночий Конгрес, Феміністичний форум з питань зовнішньої політики в Нідерландах, Комісія ООН зі становища жінок в Нью-Йорку, Конференція з Відновлення України в Берліні, Саміт Коаліції жінок-лідерок за майбутнє України у Варшаві тощо. Серед питань, які «Голос Ромні» відстоює на міжнародному рівні: ромські жінки у прийнятті рішень, інвестування у ромське жіноче лідерство, гендерно-відповідальне відновлення, справедливий мир для України та відповідальність Росії за воєнні злочини в Україні, довгострокове фінансування для низових ромських ГО, баланс між гуманітарною допомогою та розвивальними програмами.

## Розвиток неурядових ромських організацій
Одним із головних напрямів діяльності «Голосу Ромні» є розвиток жіночого лідерства і ромського громадського руху. Завдяки фінансовій підтримці Center for Disaster Philanthropy (CDP) «Голос Ромні» надала гранти для п'яти ініціатив, спрямованих на зміцнення громад та розширення прав ромських жінок, серед яких громадська організація «Ром Арт», громадська організація "Карпатська Агенція Прав Людини «ВЕСТЕД» у партнерстві з об'єднанням ромської молоді «Лулудя», Закарпатське обласне ромське культурно-просвітнє товариство "Рома"та громадська організація «Бахтале терне».
Також «Голос Ромні» займається підтримкою молодих активісток, створенням можливостей для їхнього навчання та залучення до процесів прийняття рішень. У 2025 році, під час 69-ї сесії Комісії ООН зі становища жінок, організація ініціювала у Нью-Йорку закритий «Міжнародний діалог ромських лідерок», який об'єднав представниць із України, Молдови, Румунії, Німеччини, США та Великої Британії.